# Daniel Naroditsky
Daniel Naroditsky (* 9. November 1995 in San Mateo, Kalifornien) ist ein US-amerikanischer Schachgroßmeister.

## Leben
Daniel Naroditsky ist Sohn eines Mathematikers und einer Pianistin. Umgangssprache in seiner Familie ist Russisch. Er lernte das Schachspiel im Alter von sechs Jahren und feierte bald Erfolge in Schulmeisterschaften. In den Jahren 2004 und 2005 gewann er die US-amerikanischen Schulschachmeisterschaften. 2007 gewann er die Weltmeisterschaft der Altersklasse U12. Im Jahr 2010 veröffentlichte er sein erstes Schachbuch und war damit der jüngste Autor von Schachliteratur. 2011 erhielt er den FIDE-Titel Internationaler Meister und 2013 den Titel Großmeister. Im Jahr 2013 gewann er auch die US-Juniorenmeisterschaft. 2015 begann er ein Studium an der Stanford University, wo er 2019 in Geschichte graduierte.
Vereinsschach spielte er in der United States Chess League für die San Francisco Mechanics. Mit San Francisco gewann er 2006 die US-amerikanische Mannschaftsmeisterschaft.
Er arbeitet unter anderem als Kommentator für die Schachplattform chess.com und als Schachkolumnist für die New York Times.

## Werke
- Mastering Positional Chess. Practical Lessons of a Junior World Champion. New in Chess, Alkmaar 2010, ISBN 978-90-5691-310-6.
- Mastering Complex Endgames. Practical Lessons on Critical Ideas & Plans. New in Chess, Alkmaar 2012, ISBN 978-90-5691-405-9.

## Belege
1. 1 2  Perpetual Chess Podcast: EP.191 - GM Daniel Naroditsky. In: podcasts.apple.com. 25. August 2020, abgerufen am 9. November 2020 (englisch).
2. 1 2 3  GM Daniel Naroditsky. In: uschesschamps.com. 2017, abgerufen am 9. November 2020 (englisch).
3. ↑  Daniel Naroditsky. In: uschesschamps.com. 2012, abgerufen am 9. November 2020 (englisch).
4. ↑  Daniel Nadoritsky. In: uschesschamps.com. 2017, abgerufen am 9. November 2020 (englisch).
5. ↑  Daniel Naroditsky. In: uschesschamps.com. 2015, abgerufen am 9. November 2020 (englisch).
6. ↑  Deb Amlen: Meet The Times’s New Chess Columnist. In: The New York Times. 12. Juni 2022, ISSN 0362-4331 (nytimes.com [abgerufen am 18. Juni 2022]).

| Personendaten    | Personendaten                              |
| ---------------- | ------------------------------------------ |
| NAME             | Naroditsky, Daniel                         |
| KURZBESCHREIBUNG | US-amerikanischer Schachgroßmeister        |
| GEBURTSDATUM     | 9. November 1995                           |
| GEBURTSORT       | San Mateo, Kalifornien, Vereinigte Staaten |